# Саттлер, Хуберт
Хуберт Саттлер (нем. Hubert Sattler, 21 января 1817, Вена — 3 апреля 1904, Вена)) — австрийский художник, автор пейзажей, панорамных видов, косморам городов и памятников архитектуры, выполненных во время путешествий по всему миру.

## Биография
Хуберт Саттлер родился 21 января 1817 в Вене (по некоторым источникам Зальцбурге
), в семье художника Иоганна Михаэлья Саттлера (1787—1847). Его отец — пейзажист, известный созданием знаменитой, размером 4,86 × 25.81 м. косморамы Зальцбурга
, мать — Анна Мария Киттенбергер, приёмная дочь художника Хуберта Маурера.
В два года семья переехала в Зальцбург),
где Иоганн Саттлер создавал своё масштабное панорамное полотно. В 1825 году Саттлер возвратился в Вену

где окончил школу. Его первым учителем рисования был отец, чьё влияние на будущего художника прослеживалось на протяжении всей его творческой карьеры. После окончания школы учился  в Венской академии изящных искусств, специализировался как художник-пейзажист. Учась в академии, брал дополнительные уроки живописи у Иоганна Йозефа Шиндлера. Под руководством отца Хуберт писал этюды, создавал свои первые косморамы, которые начал выставлять с 1841 года, зарабатывая продажей билетов.
К 1829 году отец художника закончил работу над косморамой Зальцбурга — крупноформатного изображения, предназначавшегося для трёхмерного просмотра, с использованием искусственного освещения и специальных линз.
В 1829 году Саттлер вместе с семьёй отправился в коммерческое путешествие по центральной и северо-западной Европе. Они посетили Германию , Данию , Скандинавию, страны Бенилюкса и Францию. Передвигаясь водным путём на специальной лодке, по суше на повозках с волами, они везли с собой только что созданное произведение и построенный для него павильон.
Это путешествие считается первой международной туристической рекламой Зальцбурга. Во время путешествия Хуберт Саттлер кроме архитектурных и археологических зарисовок создавал первые собственные косморамы. Путешествие было успешным, слава и репутация Саттлера старшего распространились по всей Европе. В Зальцбург они возвратились в 1839 году.
Семья привила Хуберту Саттлеру привычку к путешествиям. Он отправлялся в исследовательские экспедиции, делал зарисовки, покупал панорамные фотографии, а затем в своей студии воплощал их в живописные работы, в том числе и косморамы. Он посетил Европу , Ближний Восток и Латинскую Америку где рисовал как природу, так и города. В 1842 году он путешествовал по Ближнему Востоку, посетив Константинополь, Иерусалим, другие города. В одном из путешествий, совместно с Идой Пфайффер, его забросали камнями жители Дамаска.
Он, подобно отцу, выставлял свои работы во многих странах, часто путешествуя со специально изготовленным переносным зданием. Выставки были популярны и прибыльны, имели успех у критиков. Саттлер получал хвалебные отзывы за своё мастерство, отмечали его образованность. В 1848 году в Ганновере ему было присвоено звание профессора.
Во время выставки в Бремене, художник познакомился с предприимчивыми американцами, предложившими ему устроить выставку на американском континенте в Нью-Йорке. Саттлер принял их предложение.
Хьюберт Саттлер привёз в Нью-Йорк более сотни косморам. С 1850 по 1852 гг. он устраивал выставки. Одна из них — на Тринадцатой улице и Бродвее состояла из пяти серий по двадцать шесть картин.
Работы Саттлера, по мнению искушённых американских любителей искусства, по своему качеству и разнообразию превзошли многочисленные панорамные выставки, проходящие в то время в стране.
Корреспондент The New York Tribune в своей заметке о выставке писал:

«…работы Саттлера обладают достоинством произведений искусства и превосходят любую книгу путешествий, панораму или гравюру.»
— Keith J.The  Heart of the Andes. The American Art Journal, Vol. 18, No. 1 (Winter, 1986), pp. 52-72;
В свидетельстве, подписанном президентом Национальной академии дизайна Эшером Б. Дюраном, а также Джоном Ф. Кенсеттом и Джоном Вандерлином, Хуберт Саттлер отмечен как: «настоящий художник, прекрасно понимающий, как найти наилучшие точки обзора для своих картин и исполнять их с редким мастерством и силой».
На выставке в Бостоне были представлены его работы, среди которых выделялись «Вид на озеро Халльштадт» в Австрии, «Песчаная буря в Ливийской пустыне», «Александрия» и «Шторм на Средиземном море». Посетители «наслаждались чужим путешествием за двадцать пять центов за взрослого и всего за двенадцать с половиной центов за ребёнка».
Не обошлось без происшествий — 16 картин, привезённых Сэттлером в Америку, были уничтожены пожаром в Филадельфии в январе 1852 года. Саттлер провёл в Америке три года.
Хуберт Саттлер умер в Вене в возрасте 88 лет. Его тело было перевезено в Зальцбург, где он был похоронен рядом с отцом на городском кладбище Зальцбурга в фамильном склепе. На могиле семьи Саттлеров на городском кладбище имеется памятная надпись.

## Семья
28 сентября 1843 года Саттлер женился на Марии де Тода (1819—1900) — дочери резака монет в Вене. Через год у них родился первый сын, названный как и отец — Хуберт. В 1846 году появился на свет второй сын Антон.
- Старший сын — Хуберт Саттлер (9 сентября 1844, Зальцбург — 15 ноября 1928, Лейпциге), офтальмолог[2]. Получил звание профессора университета был тайным советником и профессором офтальмологии в Лейпцигском университете[14].
- Антон Саттлер (1846-?).
- Внук — Карл Хуберт Саттлер (4 июля 1880, Эрланген — 7 сентября 1953, Лимбурге-на-Лане) — доцент кафедры офтальмологии в Кёнигсбергском университете[15].

## Творчество

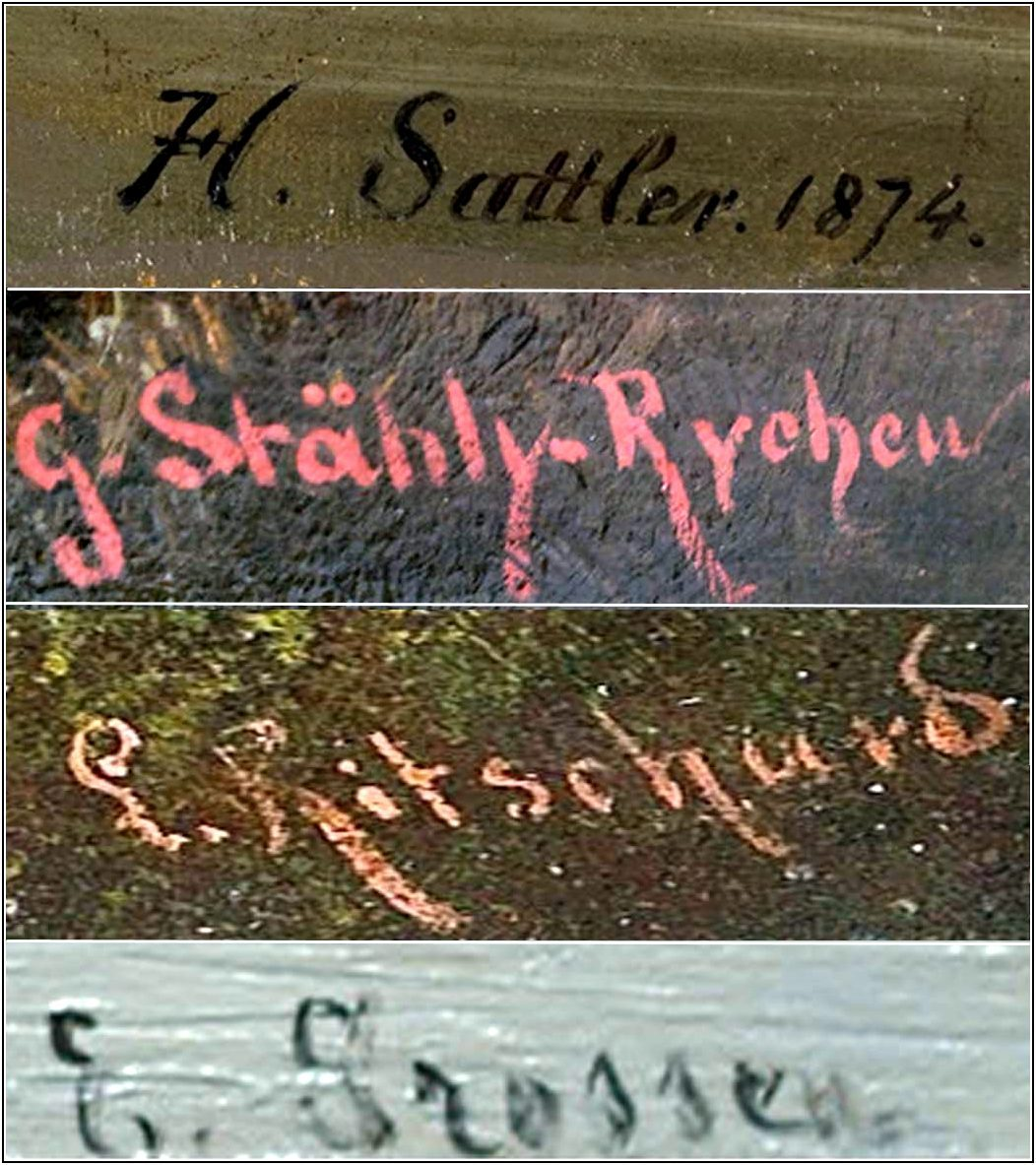
Подписи Хуберта Саттлера

Творчество Хуберта Сатлера наследует живописные работы своего отца. Следуя семейным традициям, он является автором многочисленных картин — панорам и недавно появившегося нового жанра — косморам
, удовлетворявшего распространившейся в XIX веке среди населения страсти к путешествиям. Хуберта Саттлера признают как одного из наиболее талантливых и успешных представителей этого жанра. Он объездил почти весь мир, заслужив прозвище художника-путешественника. Он отправлялся в творческие экспедиции, по возвращении работал в домашней студии, где по созданным подробным наброскам и купленным фотографиям, создавал свои живописные полотна и косморамы. Этим он отличался от других художников жанра, работавших преимущественно по имеющимся гравюрам. На его работах изображены живописные пейзажи, панорамы городов, архитектурные памятники и древние развалины. Его картины исполнены с фотореалистической точностью и отражают уникальную атмосферу изображённых мест.
В своих работах, таких как «Вид Иерусалима с Елеонской горы» Саттлер мастерски применяет приёмы передачи света, свойственные панорамному жанру. Благодаря умелой градации тёмного переднего плана и светлого фона, игре освещённости он добивается реалистичного ощущения пространства и глубины. Работы Саттлера наполняют сцены сочными красками, чувственным небом и высочайшим уровнем детализации всех фрагментов картины.
Хуберт Саттлер воспринимал свои косморамы как образовательный инструмент, доносящий зрителям не только художественный образ, но и историческую и топографическую информацию.
Хуберт Саттлер был плодовитым художником. Кроме косморам известны его многочисленные альпийские пейзажи, малоформатные работы, которые он часто подписывал псевдонимами Louis Ritschard, E. Grossen, и Gottfried Stähly-Rychen. По его картинам выполнено несколько литографий на события истории второй половины XIX века.
В 1870 году он подарил Зальцбургу знаменитую городскую космораму отца, а вместе с ней более 300 собственных работ. В настоящее время они экспонируются в музее Зальцбурга. Произведения Хуберта Саттлера периодически меняются, оставаясь численностью около 150 картин
. Не занятые вставкой полотна демонстрируются и в других городах Австрии и за рубежом, пользуясь большим успехом. Его работы находятся во многих австрийских музеях.
В честь памяти о художнике, 20 сентября 1875 года названа улица в районе Нойштадт Зальцбурга..

## Галерея работ Хуберта Саттлера

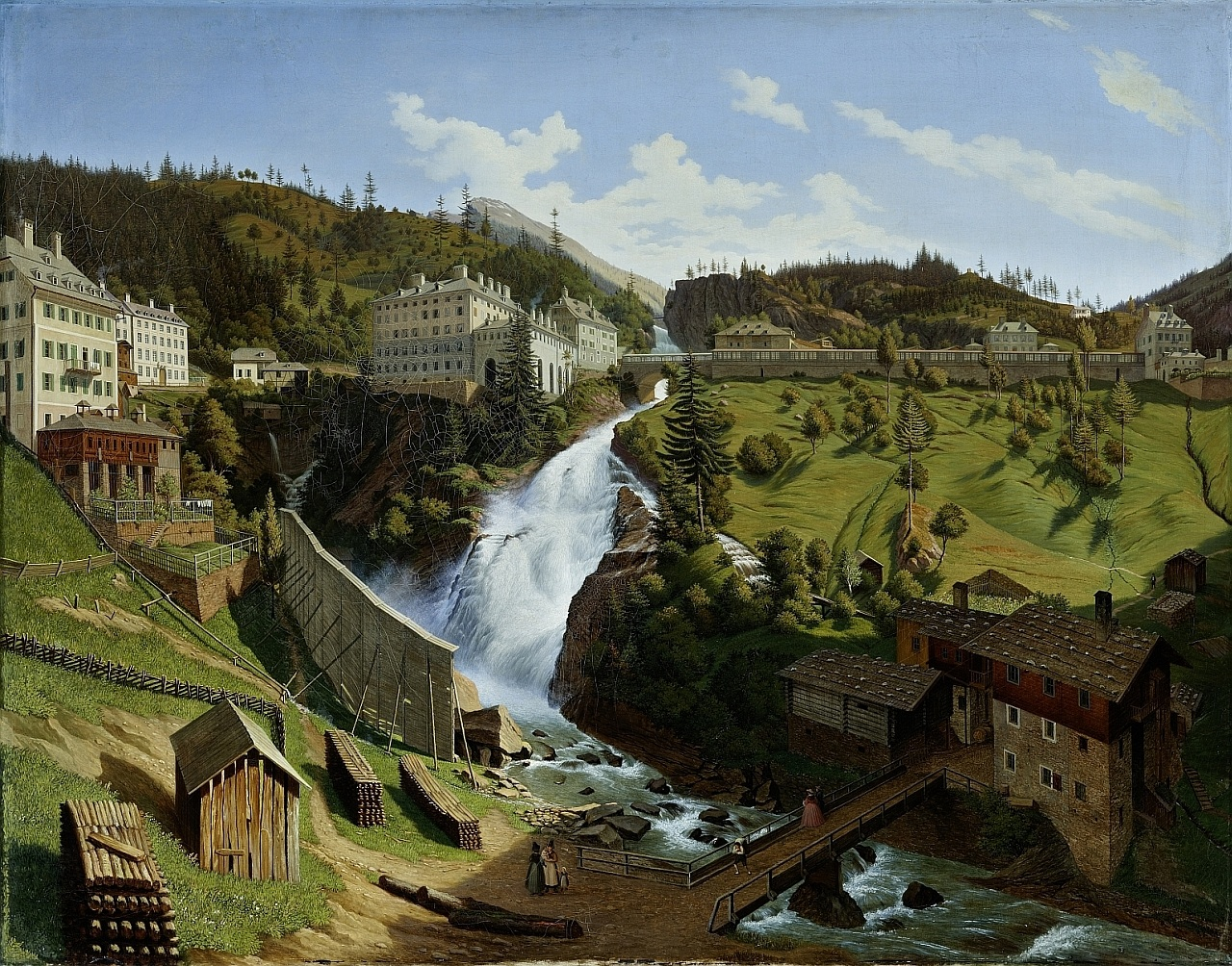
Бадгастайн, 1844
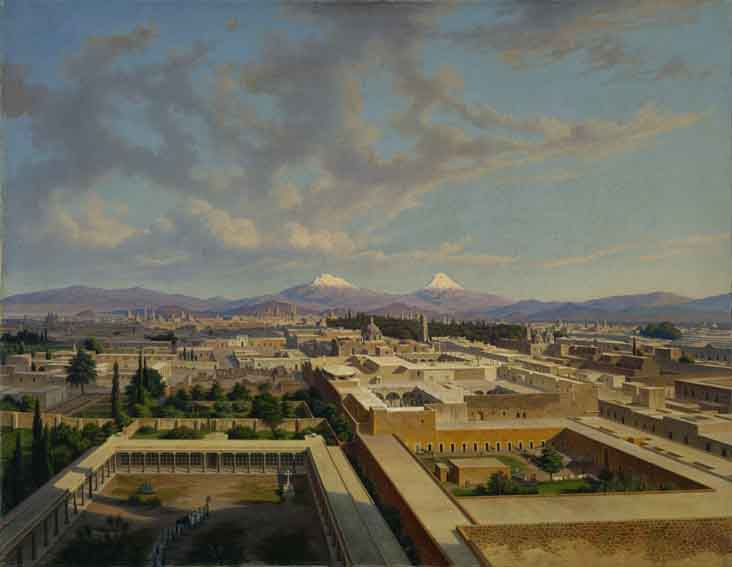
Мехико, 1854
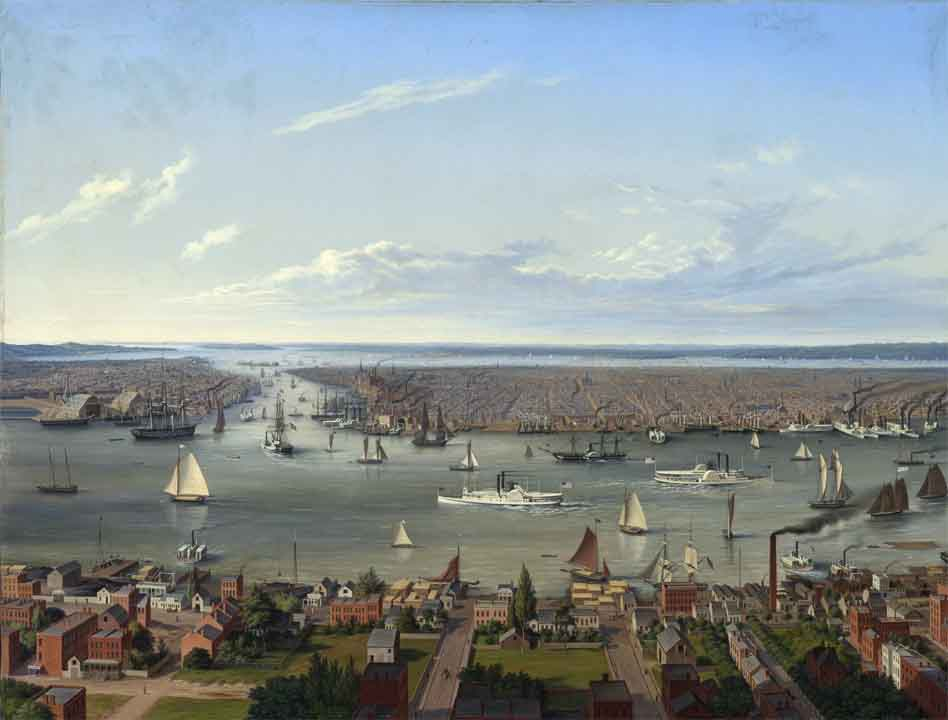
Нью-Йорк, 1854
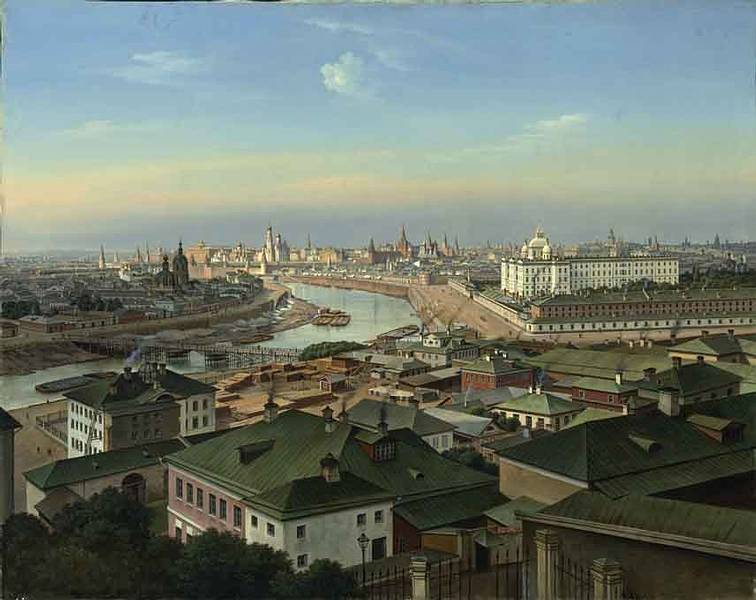
Москва, 1860-1870
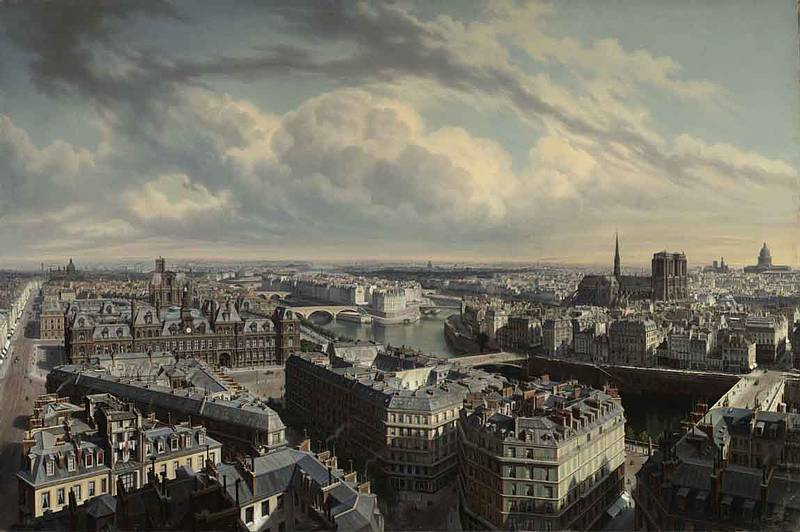
Париж, 1866
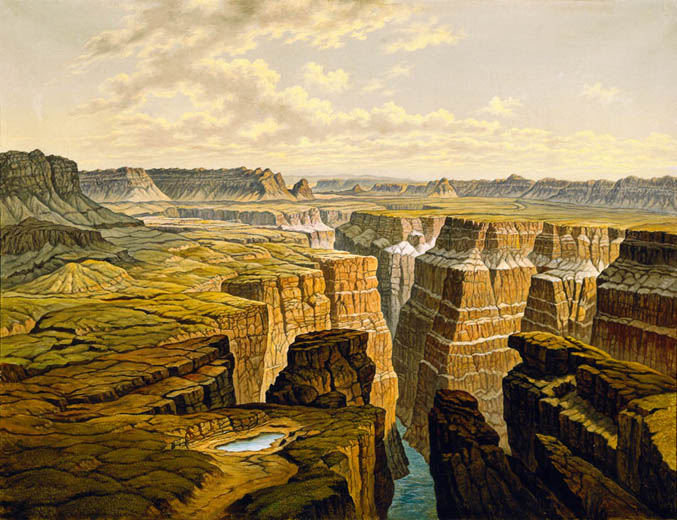
Большой каньон, 1867
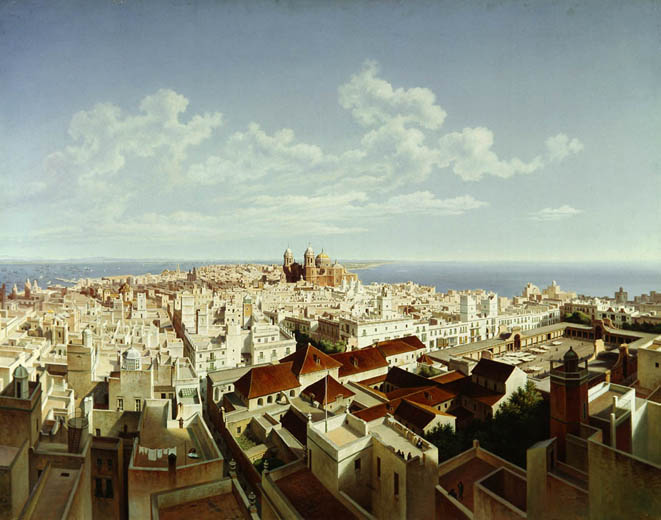
Кадиз, 1867
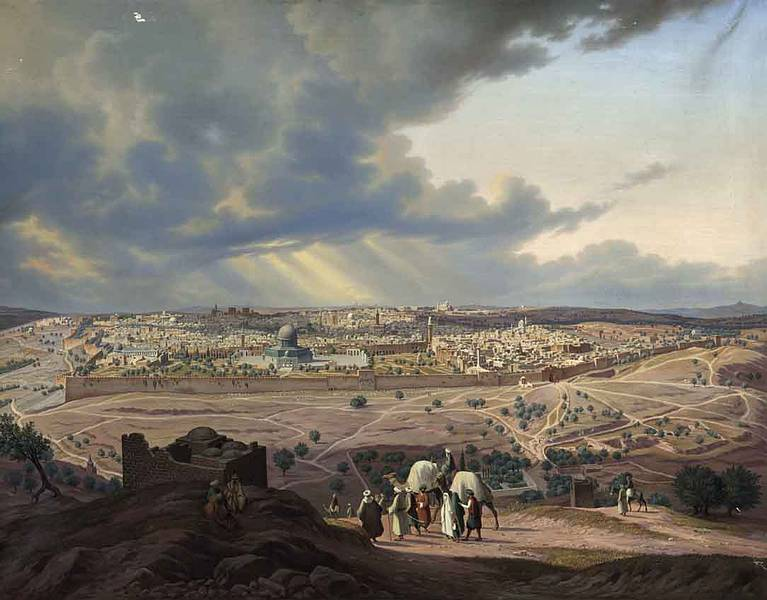
Иерусалим, 1869
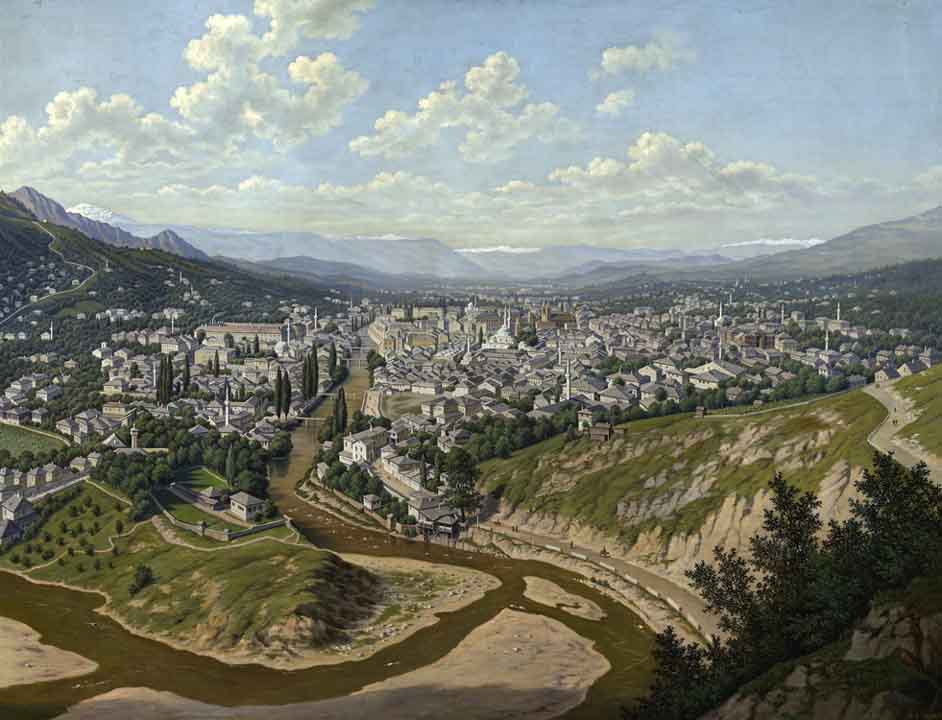
Сараево, 1893
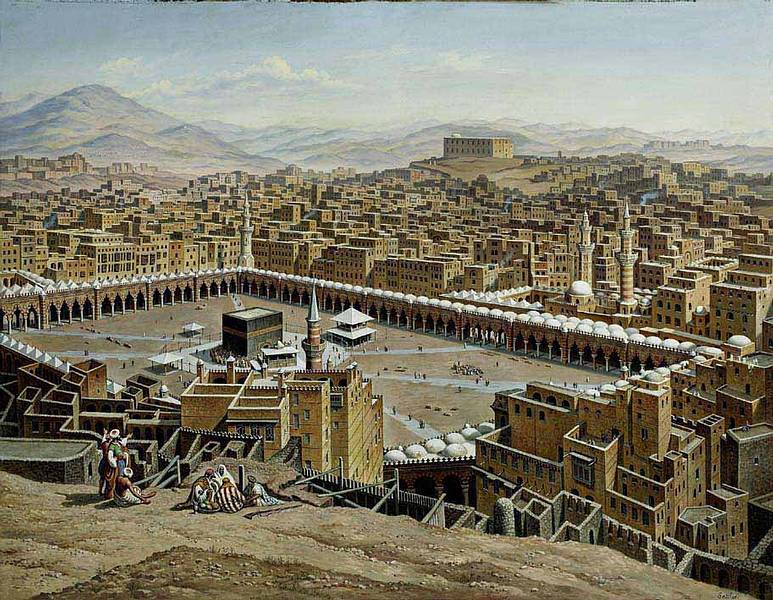
Месса, 1897

## Проблема псевдонимов
Хуберт Саттлер, подписывая свои работы, часто использовал псевдонимы. Среди них:Louis Ritschard, E. Grossen, и Gottfried Stähly-Rychen. Авторитетный Венский аукционный дом Dorotheum а своё время выставил имущество художника, поступившее от его наследников. Среди вещей присутствовали и картины, некоторые из которых были подписаны псевдонимами. Кроме подписей на обратной стороне присутствовали надписи, сделанные художником. У экспертов не возникло никаких сомнений в авторстве работ. Антикварный рынок признал данные псевдонимы за Хубертом Саттлером.

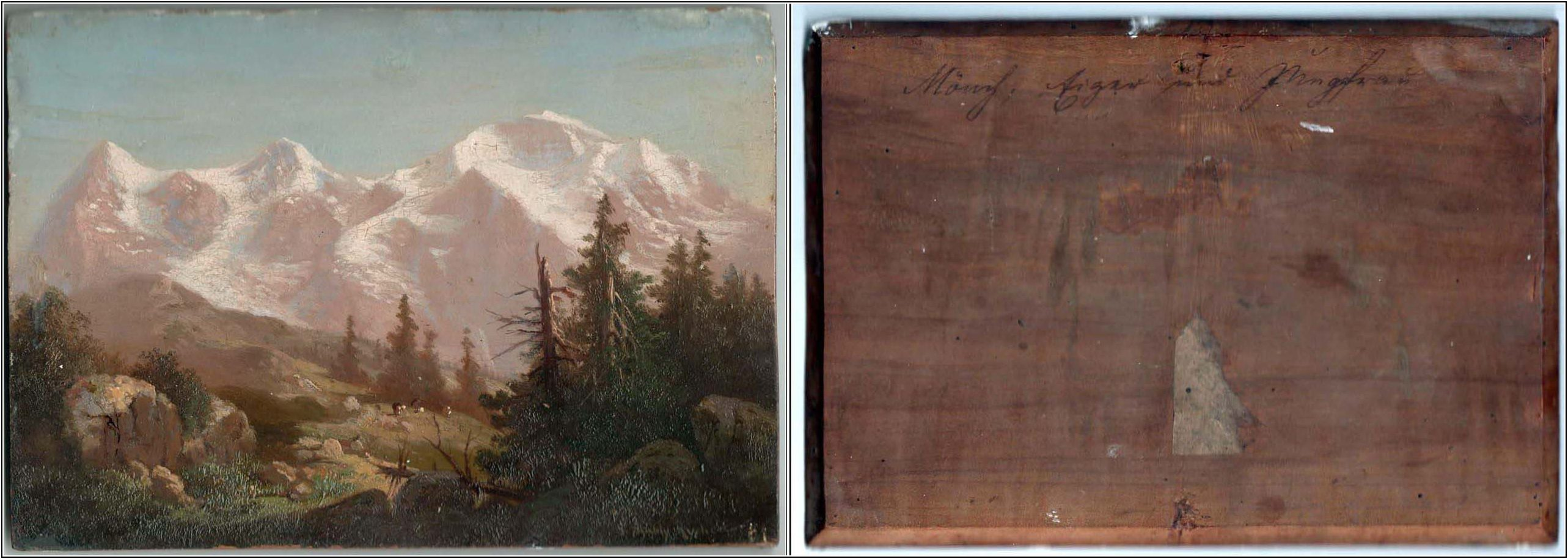
Хуберт Саттлер (Готтфрид Штахли-Рюхен) «Долина Лаутербруннен на фоне трёх вершин швейцарских Альп: Мёнг, Айгер и Юнгфрау» с надписью на обратной стороне

Однако позже появились статьи, поставившие под сомнение этот вывод. В частности, швейцарские искусствоведы А. Шауфельбергер и Р. Цюблин
утверждали, что подписи принадлежат конкретным художникам тунской художественной школы, основанной Ф. Зоммером. Действительно, в Туне проживал фотограф — художник по фамилии Gottfried Stähli. Вторую часть фамилии (Rychen) объяснили девичьей фамилии жены. Обратили внимание и на замену буквы в окончании. Gottfried Stähli вместе с сыном основал фотомастерскую выполнявшую персональные визит карты на фоне панорамных картин собственного исполнения.
В 1891 году на художественной выставке демонстрировалась анималистическая работа с изображением собаки на фоне альпийского пейзажа, о чём свидетельствовала небольшая заметка в бернской газете. Автор заметки остался неизвестным. Работа имела подпись G. Stähly-Rychen. Картина получила хвалебные отзывы в которых отмечалось что художник заслужил репутацию и известность как в Швейцарии, так и за её пределами. О каком именно художнике шла речь не уточнялось. В адресной книге Берна значился житель с такой же фамилией, проживающий по адресу: Bern, Centralweg 25, по профессии художник. Вопрос ещё больше запутался после появления других картин с похожими подписями на престижных антикварных аукционах. Кравцов Г. Г. приводит несколько художников, имеющих похожие имена, но различающиеся датами жизни:
- Gottfried Stähly-Rychen (1817—1894) как австриец Хуберт Саттлер[25],
- Gottfried Stahli-Rychen (1822—1901) как другой австрийский художник [26],
- Gottfried Stähly-Rychen (1840—1920) как швейцарский фотограф и художник[27],
- Gottfried Stähli, который может быть одним их перечисленных.

Однако всей этой информации оказалось недостаточно, чтобы сделать какой-либо вывод. Аукционный дом Dorotheum несколько раз рассматривал свои первоначальные выводы, но остался при своём мнении. Как бы там ни было, во многих каталогах подписи Louis Ritschard, E. Grossen, и Gottfried Stähly-Rychen по-прежнему признаются как псевдонимы Хуберта Саттлера.